# Nommo (Burkina Faso)
Pour les articles homonymes, voir Nommo (homonymie).
Nommo (ou Nomo) est une localité du Burkina Faso située dans le département de Ouindigui, la province du Loroum et la région du Nord.

## Population
Lors du recensement de 2006, on y a dénombré 121 habitants. 